# Травний (струмок)
Травний — струмок (річка) в Україні у Чортківському районі Тернопільської області. Права притока річки Черкаської (басейн Дністра).

## Опис
Довжина струмка приблизно 5,45 км, найкоротша відстань між витоком і гирлом — 5,23  км, коефіцієнт звивистості річки — 1,04 .

## Розташування
Бере початок на північно-східній стороні від села Полівці. Тече переважно на південний схід і у селі Черкавщина впадає у річку Черкаську, праву притоку річки Серет.

## Цікаві факти
- У XX столітті на струмку існувала газова свердловина[1].